# Chilluévar
Chilluévar – gmina w Hiszpanii, w prowincji Jaén, w Andaluzji, o powierzchni 38,78 km². W 2011 roku gmina liczyła 1635 mieszkańców.